# Provaglio Val Sabbia
Provaglio Val Sabbia (lombardul: Proài) település Olaszországban, Lombardia régióban, Brescia megyében. Lakosainak száma 872 fő (2023. január 1.). Provaglio Val Sabbia Barghe, Sabbio Chiese, Treviso Bresciano, Vobarno és Vestone községekkel határos.

## Népesség
A település lakossága az elmúlt években az alábbi módon változott:
| Lakosok száma | 912  | 913  | 872  |
|               | 2017 | 2018 | 2023 |